# Autobuses Urbanos de Elche
El transporte urbano de Elche está gestionado por Autobuses Urbanos de Elche S.A. (AUESA), empresa fundada en 1988 y perteneciente al Grupo Costa Azul.

## Tarifas
| Billete                                              | Precio   | Descripción                                                  |
| ---------------------------------------------------- | -------- | ------------------------------------------------------------ |
| Ordinario                                            | 1,35 €   | Un viaje en cualquier línea ordinaria general.               |
| Especial                                             | 1,45 €   | Un viaje en la línea especial nocturna.                      |
| Abono Mensual                                        | 27,15 €  | Abono por un número ilimitado de viajes, durante un mes.     |
| Bonobús ordinario                                    | 8,40 €   | Abono de 10 viajes.                                          |
| Bonobús Escolar                                      | 6,40 €   | Abono de 10 viajes para estudiantes de colegio e instituto.  |
| Bonobús Jove                                         | 6,40 €   | Abono de 10 viajes para menores de 25 años.                  |
| Bonobús de Familia Numerosa                          | 6,40€    | Abono de 10 viajes para miembros de familia numerosa.        |
| Bus Lliure (carné para estudiantes)                  | Gratuito | Tarjeta que te permite hacer todos los trayectos que desees. |
| Tarjeta Dorada (carné para jubilados y pensionistas) | Gratuito | Tarjeta que te permite hacer todos los trayectos que desees. |

## Líneas

### Ordinarias
| Línea                                          | Recorrido                                             | Extensiones                   | Horario laborables (I) | Horario sábados (II) | Horario festivos (III) | Frecuencia (I/II/III) | Servicio minusválidos |
| ---------------------------------------------- | ----------------------------------------------------- | ----------------------------- | ---------------------- | -------------------- | ---------------------- | --------------------- | --------------------- |
|                                                | Toscar - Centro                                       | Polígono Industrial de Carrús | 7:03 a 22:38           | 7:05 a 22:35         | 7:15 a 22:35           | 10'/15'/15'           |                       |
|                                                | Toscar - El Pla - Hospital General                    |                               | 7:00 a 22:45           | 7:12 a 22:42         | 7:10 a 22:40           | 7'-8'/15'/15'         |                       |
|                                                | Carrús - Centro                                       |                               | 7:02 a 22:32           | 7:10 a 22:33         | 7:15 a 22:35           | 10'/15'/15'           |                       |
|                                                | Carrús - Altabix - Hospital General                   |                               | 7:00 a 22:42           | 7:10 a 22:40         | 7:10 a 22:40           | 9'/13'/15'            |                       |
|                                                | Centro - Sant Antón - Zona Estadio - Hospital General |                               | 7:02 a 22:40           | 7:10 a 22:40         | 7:15 a 22:40           | 11'/15'/15'           |                       |
|                                                | Centro - Altabix - San Antón                          |                               | 7:00 a 22:42           | 7:10 a 22:40         | 7:10 a 22:40           | 9'/15'/15'            |                       |
|                                                | Centro - Sector V - Hospital Vinalopo                 | Carretera de Matola           | 7:05 a 22:40           | 7:12 a 22:40         | 7:08 a 22:40           | 13'/18'/18'           |                       |
|                                                | Centro - Ciudad Deportiva - Altabix                   |                               | 7:00 a 22:40           | 7:10 a 22:40         | 7:15 a 22:40           | 9'/15'/15'            |                       |
|                                                | Centro - Antonio Machado - El Pla - Hospital Vinalopó |                               | 7:03 a 22:40           | 7:05 a 22:40         | 7:10 a 22:40           | 13'/17'/17'           |                       |
|                                                | Centro - Raval - Hospital General                     |                               | 7:10 a 22:33           | 7:10 a 22:35         | 7:10 a 22:35           | 10'/15'/15'           |                       |
|                                                | San Antón - Hospitales (Circular)                     |                               | 7:02 a 22:40           | 7:10 a 22:40         | 7:15 a 22:40           | 11'/13'//17'          |                       |
|                                                | San Antón - Hospitales (Circular)                     |                               | 7:02 a 22:40           | 7:10 a 22:40         | 7:15 a 22:40           | 10'/12/20'            |                       |
|                                                | Carrús - Toscar - Hospital Vinalopó                   |                               |                        |                      |                        | 40'/40'/40'           |                       |
| Archivo:Autobuses Urbanos de Elche Línea M.svg | Transversal Este-Oeste                                |                               |                        |                      |                        | 10'/15'/20'           |                       |

### Líneas Periurbanas
| Línea | Trayecto                                                                              | Frecuencia                   |
| ----- | ------------------------------------------------------------------------------------- | ---------------------------- |
|       | Elche (Centro) - La Galia - Bonavista                                                 | 45-70- min                   |
|       | Elche (Centro) - Peña las Águilas - Avinguda Crevillent (C.C.Carrefour)               | 45 min                       |
|       | Elche (Centro) - Partida de Carrús - Montesol                                         | 70 minutos                   |
|       | Elche (San Fermín) - Estación AVE - Matola - Algoda                                   | 50 min                       |
|       | Elche (Centro) - Matola - Algoda - Museo Pusol - Algorós                              | 40-70 min                    |
|       | Elche (Hospital General) - Algorós - Derramador - Daimés - La Alcudia                 | 50 min                       |
|       | Elche (Hospital General) - Alzabares - La Hoya - Santa Fe - La Marina                 | 65 min                       |
|       | Elche (Hospital General) - Alzabares - Asprillas - Las Bayas                          | 45 min                       |
|       | Elche (Hospital General) - Perleta - Valverde - Balsares - L'Altet - Arenales del Sol | 58-110 min                   |
|       | Elche (Est.Autobuses) - Torrellano - Aeropuerto - L'Altet - Arenales del Sol          | 50-55 min                    |
|       | Elche (San Fermín) - Parque Empresarial - Torrellano - Aeropuerto                     | 15-50 min                    |
|       | Elche (Est.Autobuses) - Maitino - Torreazul - El Altet - Arenales del Sol             | 90 min                       |
|       | Circular Arenales del Sol (08:30 a 21:30h).                                           | Solo meses de julio y agosto |
|       | El Altet - Playa de El Altet (08:30 a 21:30h).                                        | Solo meses de julio y agosto |
|       | La Marina - Playa de El Pinet (08:30 a 21:30h).                                       | Solo meses de julio y agosto |

### Líneas Especiales
Son líneas que circulan sólo en ocasiones puntuales.
| Línea | Trayecto | Frecuencia                                                         |
| ----- | --- | ------------------------------------------------------------------ |
|       | Nocturno de (23:00 a 5:30): C/ Reina Victoria - Centro - Polígono de Altabix (Discotecas) - Estadio Martínez Valero | Viernes: 40 minutos, Sábados: 20 minutos.                          |
|       | Centro - Cementerio Nuevo .                                                                                         | 4 salidas al día de lunes a sábado y 2 salidas domingo y festivos. |

## Flota de Autobuses
| Modelo              | Carrocería                 | N.º Autobuses | Tamaño    | Combustible | Serie   | Año de Incorporación |
| ------------------- | -------------------------- | ------------- | --------- | ----------- | ------- | -------------------- |
| Scania N230UB       | Castrosua City Versus      | 9             | 12 metros | Biodiésel   | 179-189 | 2010-2014            |
| Scania N250UB       | Castrosua New City         | 13            | 12 metros | Biodiésel   | 190-202 | 2016-2019            |
| Vectia              | Vectia Veris 12            | 2             | 12 metros | Híbrido     | 203-204 | 2019                 |
| Solaris             | Solaris Urbino 12          | 26            | 12 metros | Híbrido     | 205-230 | 2020-2022            |
| Solaris             | Solaris Urbino 12 electric | 14            | 12 metros | Eléctrico   | 231-244 | 2023-2024            |
| Scania K360H LI 4x2 | Castrosua Magnus H         | 14            | 13 metros | Híbrido     | 301-314 | 2025                 |